# Douglas Stuart
Pour les articles homonymes, voir Stuart.
Douglas Stuart, né le 31 mai 1976 à Glasgow, est un écrivain britannique.

## Biographie
Douglas Stuart a obtenu une licence au Scottish College of Textiles et une maîtrise au Royal College of Art de Londres. Il s'installe à New York à l'âge de 24 ans pour commencer une carrière dans la création de mode. 
Il a travaillé pour de nombreuses marques, dont Calvin Klein, Ralph Lauren, Banana Republic et Jack Spade. 
Il possède la double nationalité britannique et américaine.

## Œuvres
- Shuggie Bain, New York, Grove Press, 2020, 448 p.  (ISBN 978-0-8021-4804-9) Publié en français sous le titre Shuggie Bain, traduit par Charles Bonnot, Paris, éditions Globe, 2021
- Young Mungo, New York, Grove Press, 2022, 472 p. Publié en français sous le titre Mungo, traduit par Charles Bonnot, Paris, éditions Globe, 2023  (ISBN 978-2-38361-165-3)

## Prix
- Prix Booker 2020[2],[3],[4]

### Source de la traduction
- (en) Cet article est partiellement ou en totalité issu de l’article de Wikipédia en anglais intitulé « Douglas Stuart (writer) » (voir la liste des auteurs).